# 肖迪奇站 (倫敦地鐵)
肖迪奇站（英語：Shoreditch tube station）曾是東倫敦線隸屬伦敦地铁時期的一座车站，為當時的東倫敦線終點站，現已關閉。

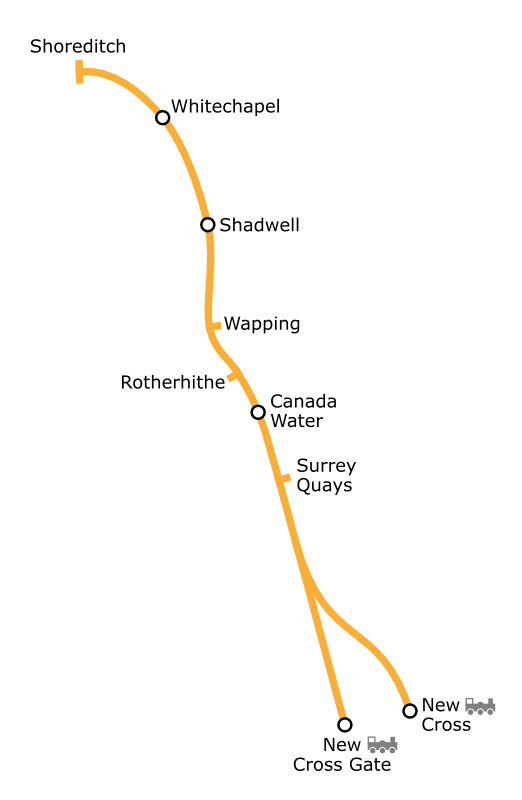
倫敦地鐵時期的東倫敦線路線圖

## 歷史
1876年4月29日，本站開通，當時的車站可連接至主教門站。車站初期設立有兩個站台，但在後來的改造中，只剩下了一個站台。1885年，本站至利物浦街站之間的客運服務取消。在1913年3月31日，本站加入了倫敦地鐵的都會鐵路系統中。1996年4月，本站的貨運業務關閉。而因東倫敦線的改造需要，本站在1995年3月至1998年9月曾一度關閉。2006年，因東倫敦線延長工程開始以及倫敦地上鐵將接管東倫敦線，本站在2006年6月9日被關閉，客運功能被附近的肖迪奇高街站所取代。車站關閉后，倫敦交通局在本站與白教堂站之間開通了接駁巴士，直至2010年東倫敦線延長線開通。

## 現狀
儘管車站如今已經關閉，但是車站站舍及出口一直有所保留。2010年2月，倫敦交通局建議把本站站舍出售。在2011年，站舍以66.5萬英鎊被拍賣。在2014年，本站開始用作“彈出式”電影院用途，夏天的觀眾席內更是擺放有可容納6人的熱水浴缸讓觀眾看電影，冬季的觀眾席更是擺放有沙包床（可選擇自帶枕頭）讓觀眾看電影。
目前的計劃是要拆除站舍，並將拆下來的建築材料用於修建一座6層樓高的公寓。

## 列車服務

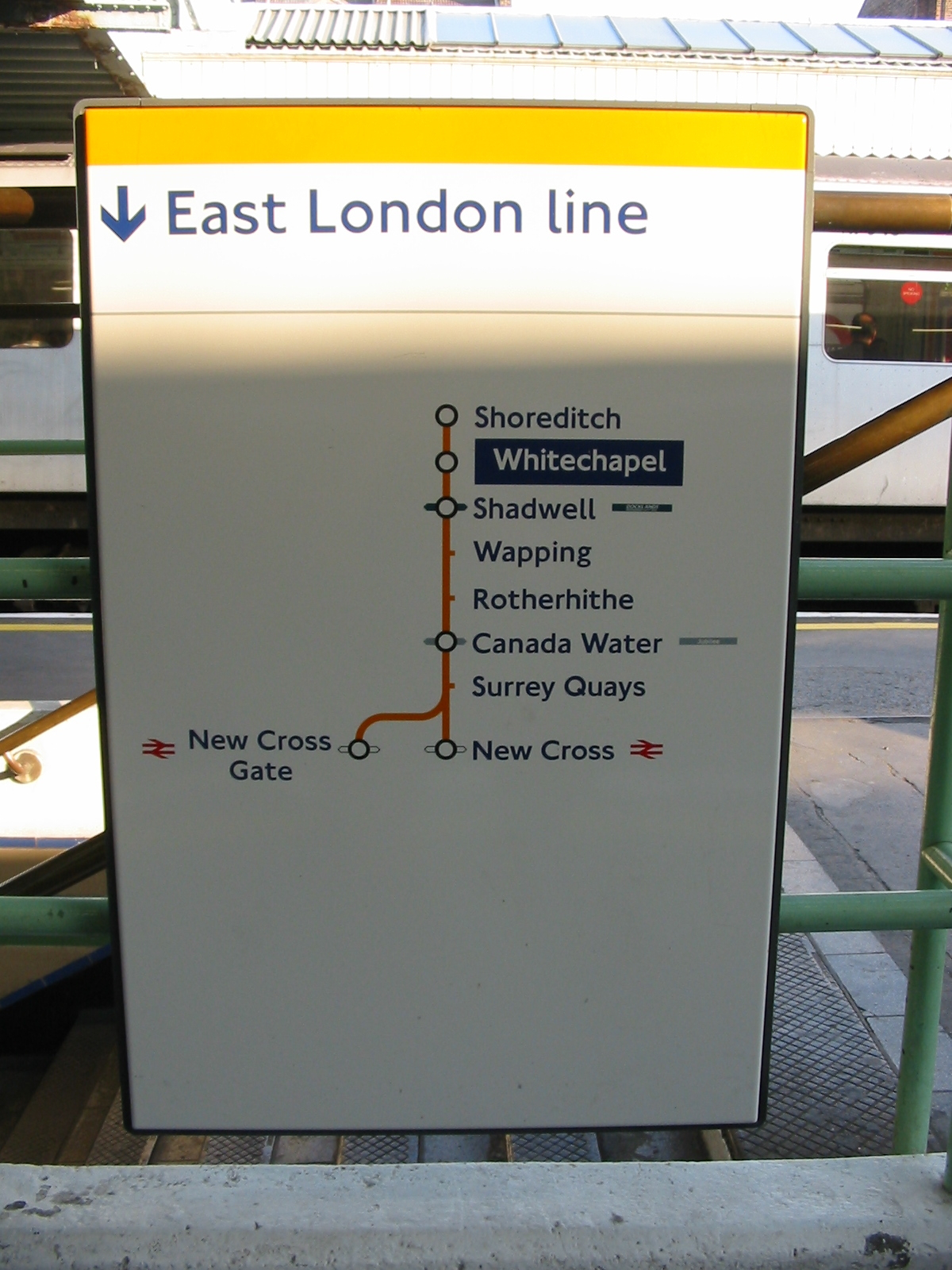
倫敦地鐵時期的東倫敦線車站站內路線指示圖

本站關閉前，曾是倫敦地鐵客流最低的車站，平均每天只有1100人左右。車站在平日僅在高峰期間開放使用，在週六全日停止使用，在週日也僅開放數小時以服務去附近的紅磚巷市場（1990年代以前的週日也是全日停止使用）。
以下是各年度的客流統計：
- 2003年：380,000人次
- 2004年：415,000人次
- 2005年：748,000人次
- 2006年：800,000人次

## 流行文化
本站曾出現在1999年的英國電影《地鐵故事》中。